# Ruta 41 (Chile)
Die Ruta 41 (kurz 41-CH, offizieller Name Ruta 41-CH Camino internacional Gabriela Mistral) ist eine Internationalstraße in der Región de Coquimbo im kleinen Norden Chiles. In ihrem Verlauf auf 232,8 km verbindet sie die Ruta 5 und die Städte La Serena und Coquimbo mit Vicuña, Paihuano, dem Valle del Elqui und den argentinischen Städten Rodeo und San Juan über den Grenzpass Agua Negra auf 4780 m. Sie führt in Argentinien weiter als Ruta 150.
Sie zeigt sich von ihrem Beginn bis zum Grenzkomplex Juntas del Toro asphaltiert, von wo aus die Strecke bis zum Grenzpass auf etwa 65 km eine Schotterpiste ist. Auf diesem Abschnitt gibt es auch einige Engstellen.
Die offizielle Funktion dieser Ruta wurde im Jahre 2009 durch das Dekret Nº 127 durch das MOP ratifiziert.

## Städte und Ortschaften
Die direkten Anbindungen an Städte, Ortschaften und städtische Gebiete entlang dieser Straße von Westen nach Osten sind:

### Región de Coquimbo
- Länge: 232 km (km 0 bis 232). Im Stadtgebiet von La Serena heißt die Ruta Avenida Amunátegui, Avenida Juan Cisternas, Avenida 18 de Septiembre, Avenida Colo Colo und Calle Victoria Pinto.[2]
- Provincia de Elqui: La Serena (km 0-5), Anschluss an Ceres (km 6), Anschluss an Bellavista (km 8), Anschluss an Alfalfares (km 9), Anschluss an Algarrobito (km 10 und 11), Anschluss an Altovalsol (km 13), Anschluss an El Rosario (km 15), Anschluss an El Rosario und Gabriela Mistral (km 18), Anschluss an Las Rojas (km 21), Anschluss an El Hinojal (km 23), Anschluss an Quebrada de Talca und Observatorio Cerro Mayu (km 25), Anschluss an El Arrayán und La Villa (km 27), Anschluss an La Calera und Pelicana (km 29), Anschluss an Marquesa (km 32), Anschluss an El Molle (km 34), Anschluss an El Almendral (km 40), Anschluss an Villa Puclaro (km 49), Anschluss an San Carlos (km 51), Anschluss an Gualliguaica (km 52), Anschluss an El Tambo (km 54 und 56), Anschluss an Vicuña (km 60 und 63), Anschluss an La Compañía (km 61), Anschluss an Peralillo und Villaseca (km 62 und 67), Anschluss an Hierro Viejo und Vicuña (km 63), Anschluss an San Isidro und Observatorio Cerro Mamalluca (km 63 und 65), Anschluss an El Arenal (km 66), Anschluss an Diaguitas (km 67 und 71), Anschluss an Andacollito (km 71), Anschluss an La Campana (km 72), Anschluss an El Algarrobal (km 75), Rivadavia (km 80), Anschluss an Paihuano (km 80), Varillar (km 84), Anschluss an Las Mercedes (km 86), Anschluss an Totoralillo (km 89), Chapilca (km 90), Huanta (km 108), Grenzkomplex Juntas del Toro (km 150), Ruinen von Nueva Elqui (km 156).